# Крессон, Эдит
Эдит Крессон (фр. Édith Cresson; урождённая Кампьон, фр. Campion; род. 27 января 1934, Париж) — премьер-министр Франции в мае 1991 — апреле 1992, первая и до 2022 года единственная женщина во главе французского правительства. Представляла Социалистическую партию Франции.
Её отец, Габриэль Кампьон — крупный финансист. Муж, Жак Крессон — директор отдела экспорта фирмы Пежо. Свёкор, Фортунат Евстафьевич Крессон — русский врач французского происхождения, покинувший Россию в 1917 году.

## Министерская карьера
В 1980-е в социалистических правительствах при Франсуа Миттеране Крессон занимала различные министерские посты. Министр сельского хозяйства в 1981—1983 годах. Министр внешней торговли и туризма в 1983—1984 годах. Министр промышленного переоснащения и внешней торговли в 1984—1986 годах. Министр европейских дел в 1988—1990 годах.

## Премьер-министр Франции
В 1991 году сменила на посту главы правительства Мишеля Рокара. Первая женщина в истории Франции, занявшая эту должность. Её премьерство, с которым связывались большие ожидания, оказалось коротким (всего 10 месяцев) и крайне неудачным. Крессон запомнилась редкой для политика несдержанностью в высказываниях, которые становились поводом для скандалов; так, она заявила, что гомосексуальность — это проблема англосаксонского мира, с которой Франция не имеет ничего общего, а также сравнивала японцев с муравьями. Её слишком грубый имидж сделал её весьма непопулярной среди избирателей. Поражение социалистов на региональных выборах 1992 года стало причиной того, что Миттеран поручил формирование нового правительства Пьеру Береговуа.

## Карьера в Европейской комиссии
В 1995 году Крессон была назначена Европейским комиссаром по научным исследованиям, науке и технологии. Обвинения Крессон в коррупции послужили одной из причин отставки состава Еврокомиссии под руководством Жака Сантера в 1999 году.

## Награды
- Большой крест Национального ордена Заслуг